# Marc Walker
Marc Walker (* 18. August 1972 in Crawley) ist ein ehemaliger britischer Biathlet. Walker ist auf nationaler Ebene einer der erfolgreichsten Biathleten seines Landes.

## Karriere

### Regulärer Bestandteil der Weltcupmannschaft
Marc Walker bestritt seine ersten internationalen Rennen 1999 in Champex-Lac im Rahmen des Biathlon-Europacups und wurde 39. des Einzels sowie 36. des Sprints. Ein Jahr später trat er am Holmenkollen in Oslo bei den Biathlon-Weltmeisterschaften 2000 an und belegte im Sprint den 91. Platz. Das erste reine Biathlon-Weltcup-Rennen war ein Einzel in Antholz, in dem Walker 2002 90. wurde. In dem Jahr trat er auch bei den Biathlon-Europameisterschaften 2002 in Kontiolahti an. Im Einzel lief er dort auf Rang 38, im Sprint wurde er 48., in der Verfolgung 45. und mit der Staffel erreichte der Brite Platz 12. In den folgenden Jahren lief Walker vor allem im Weltcup. In Chanty-Mansijsk startete Walker erneut bei einer WM und erreichte die Platzierungen 86 im Einzel und 85 im Sprint. Ein Jahr später lief er in Oberhof auf einen guten 51. Rang im Einzel und wurde 102. im Sprint. In der Saison 2004/05 erreichte Walker als 39. eines Sprints in Pokljuka dank fehlerfreiem Schießens seine beste Weltcup-Platzierung. Beim Höhepunkt der Saison, den Biathlon-Weltmeisterschaften 2005 in Hochfilzen belegte Walker die Plätze 86 im Einzel und 83 im Sprint sowie 20 mit der Staffel. Seine letzte WM lief der Brite 2007 in Antholz, wo er nur in der Staffel startete und 21. wurde. Nach der Saison beendete er auch seine internationale Karriere.

### Dominanz bei nationalen Meisterschaften
National war Walker der erfolgreichste Biathlet der 2000er Jahre. 2002 holte er die Titel in Einzel, Sprint und Verfolgung sowie Bronze in der Staffel und im Team, 2003 wurde er Dritter im Sprint, 2004 Meister mit der Staffel und im Team, Vizemeister im Sprint sowie Dritter im Massenstart. 2005 wurde er Meister im Einzel, Zweiter im Team und Dritter im Sprint und in der Staffel, 2006 wurde er Meister in Sprint und Massenstart sowie Vizemeister im Einzel, mit der Staffel und im Team. 2007 kamen der Titel im Einzel, im Sprint, mit der Staffel und im Team hinzu, 2008 nochmals die Titel mit der Staffel und im Team. Nach seinem internationalen Karriereende nahm er weiterhin an nationalen Wettkämpfen teil und gewann 2009 die Titel im Einzel, dem Massenstart und in der Militärpatrouille. Zudem gewann er Bronze im Teamwettbewerb. Auch 2010 gewann er zweimal Gold im Team und der Staffel, Silber mit der Militärpatrouille sowie Bronze in Sprint und Massenstart. Auch 2011 und 2012 gab es für den Briten weitere Medaillen zu bewundern. 
Nachdem er bei den Meisterschaften 2013 im hohen Sportleralter von 42 Jahren mit Ausnahme der Militärpatrouille noch einmal alle Titel gewonnen hatte, beendete Marc Walker seine Biathlonkarriere schließlich vollständig.

## Persönliches
Nach seiner Karriere arbeitete Walker eine Zeit lang als Trainer beim britischen Verband. Er ist mit der ehemaligen Biathletin Adele Walker verheiratet.

## Statistiken

### Biathlon-Weltcup-Platzierungen
Die Tabelle zeigt alle Platzierungen (je nach Austragungsjahr einschließlich Olympische Spiele und Weltmeisterschaften).
- 1.–3. Platz: Anzahl der Podiumsplatzierungen
- Top 10: Anzahl der Platzierungen unter den ersten zehn (einschließlich Podium)
- Punkteränge: Anzahl der Platzierungen innerhalb der Punkteränge (einschließlich Podium und Top 10)
- Starts: Anzahl gelaufener Rennen in der jeweiligen Disziplin

| Platzierung         | Einzel | Sprint | Verfolgung | Massenstart | Staffel | Gesamt |
| ------------------- | ------ | ------ | ---------- | ----------- | ------- | ------ |
| 1. Platz            |        |        |            |             |         |        |
| 2. Platz            |        |        |            |             |         |        |
| 3. Platz            |        |        |            |             |         |        |
| Top 10              |        |        |            |             |         |        |
| Punkteränge         |        |        |            |             | 19      | 19     |
| Starts              | 12     | 35     | 2          |             | 20      | 69     |
| Stand: Karriereende |        |        |            |             |         |        |

### Biathlon-Weltmeisterschaften
Ergebnisse bei den Weltmeisterschaften:
| Weltmeisterschaften | Weltmeisterschaften | Einzelwettbewerbe | Einzelwettbewerbe | Einzelwettbewerbe | Einzelwettbewerbe | Staffelwettbewerbe |
| Jahr                | Ort                 | Einzel            | Sprint            | Verfolgung        | Massenstart       | Herrenstaffel      |
| ------------------- | ------------------- | ----------------- | ----------------- | ----------------- | ----------------- | ------------------ |
| 2000                | Oslo/ Lahti         | –                 | 91.               | –                 | –                 | –                  |
| 2003                | Chanty-Mansijsk     | 86.               | 85.               | –                 | –                 | –                  |
| 2004                | Oberhof             | 51.               | 102.              | –                 | –                 | DNF                |
| 2005                | Hochfilzen          | 86.               | 83.               | –                 | –                 | 20.                |
| 2007                | Antholz             | –                 | –                 | –                 | –                 | 21.                |